# Дом Шемякина
Дом Шемякина — памятник истории и архитектуры в Одессе (Украина). Построен в XIX веке, расположен по адресу улица Гоголя, 9 (Приморский район).

## История
Здание построено в 1848 году. Архитекторы проекта: К. И. Даллаква и О. С. Шашин. Особую известность дом получил благодаря тому, что с 1915 по 1941 год здесь в квартире № 4 жил выдающийся одесский ученый-офтальмолог Владимир Филатов (мемориальная доска), в ней же после революции нашёл приют потомок основателя знаменитой одесской бани Исааковича, её последний законный владелец — Александр Даниил Самуилович Исаакович. Преподаватель анатомии и физиологии Новороссийского университета.

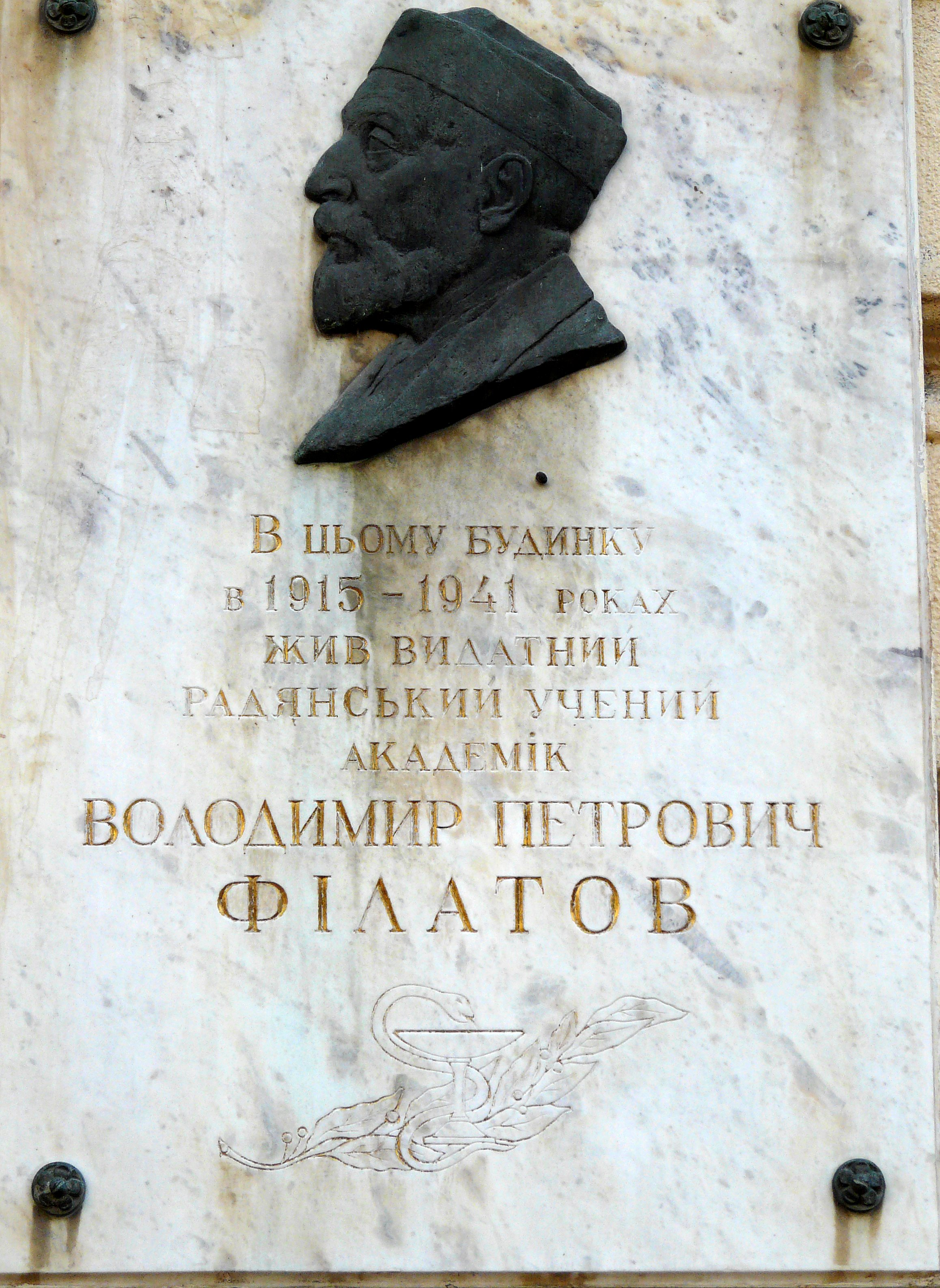
Мемориальная доска Филатову

С 1901 года здесь жил литературный критик, профессор истории Новороссийского университета — Иванов И. И., который позднее переведен на должность директора нежинского института и профессора Московского университета.
В этом доме до 1911 года проживал офтальмолог профессор глазной клиники Новороссийского университета С. С. Головин.
До 1954 в доме жил профессор Агаронов А. М., возглавлявший кафедру акушерства и гинекологии в 1945—1954 годах.
Много лет, от 1947 до 1992 года, в коммунальной квартире № 6 жил Семён (Шлома) Леонидович (Лейбович) Сойфер, директор Одесского судоремонтного завода им. Марти (с 1947 года) и, позже, начальник службы всех судоремонтных заводов Черноморского пароходства (1962 — 1978). Награждён званиями "Почётный Работник Морского Флота" (1941), "Знак Почёта Трудового Красного Знамени" (1942), "Ветеран Труда" (1975). 
Реставрационным бюро Архпроект-МДМ был разработан проект реставрации дома. Реставрация продолжалась с 2000 по 2004 год.
В конце декабря 2013 года в доме Шемякина открылся Centro Hostel Odessa. Хостел был устроен из коммунальной квартиры. 
В ноябре-декабре 2020 г. стены парадной лестницы были украшены двумя фресками. Первая — иллюстрация к лат. фразе Memento mori, изображающая въезд императора Юлия Цезаря в Рим, 10 м². Вторая — отображает сцены эпохи Возрождения, 20 м².
Росписи выполнены Юрием Афониным, Святославом Лаврусенко и Александром Карповым. Автор и спонсор росписей одессит Джерри Гликштерн.